# Léo Duarte
Leonardo Duarte da Silva zkráceně Léo Duarte (* 17. července 1996, Mococa, Brazílie) je brazilský střední obránce v současnosti hrající za İstanbul Başakşehir FK.
V září 2020 u něj byla, v rámci testování před kvalifikačním zápasem Evropské ligy proti FK Bodø/Glimt, potvrzena nákaza nemocí covid-19.

## Přestupy
- z Desportivo Brasil do Flamengo za 880 000 Euro
- z Flamengo do AC Milán za 10 600 000 Euro
- z AC Milán do Başakşehir za 2 000 000 Euro

## Statistiky
| Sezóna               | Klub                 | Liga                       | Liga   | Liga | Ligové poháry | Ligové poháry | Ligové poháry | Kontinentální poháry | Kontinentální poháry | Kontinentální poháry | Celkem | Celkem |
| Sezóna               | Klub                 | Soutěž                     | Zápasy | Góly | Soutěž        | Zápasy        | Góly          | Soutěž               | Zápasy               | Góly                 | Zápasy | Góly   |
| -------------------- | -------------------- | -------------------------- | ------ | ---- | ------------- | ------------- | ------------- | -------------------- | -------------------- | -------------------- | ------ | ------ |
| 2016                 | Flamengo             | Série A+Campionato Carioca | 7+1    | 0+0  | BP            | 1             | 0             | CS                   | 0                    | 0                    | 9      | 0      |
| 2017                 | Flamengo             | Série A+Campionato Carioca | 2+4    | 0+0  | BP            | 0             | 0             | PO+CS                | 0+0                  | 0+0                  | 6      | 0      |
| 2018                 | Flamengo             | Série A+Campionato Carioca | 33+6   | 1+0  | BP            | 6             | 0             | PO                   | 4                    | 1                    | 49     | 2      |
| 2019                 | Flamengo             | Série A+Campionato Carioca | 7+10   | 0+0  | BP            | 4             | 0             | PO                   | 7                    | 0                    | 28     | 0      |
| Celkem za Flamengo   | Celkem za Flamengo   | Celkem za Flamengo         | 70     | 1    | -             | 11            | 0             | -                    | 11                   | 1                    | 92     | 2      |
| 2019/20              | Milán                | Serie A                    | 6      | 0    | IP            | 0             | 0             | -                    | 0                    | 0                    | 6      | 0      |
| 2020/21              | Milán                | Serie A                    | 1      | 0    | IP            | 0             | 0             | EL                   | 2                    | 0                    | 3      | 0      |
| Celkem za Milán      | Celkem za Milán      | Celkem za Milán            | 7      | 0    | -             | 0             | 0             | -                    | 2                    | 0                    | 9      | 0      |
| 2021                 | Başakşehir           | Süper Lig                  | 17     | 0    | TP+TS         | 3+1           | 0             | LM                   | 0                    | 0                    | 21     | 0      |
| 2021/22              | Başakşehir           | Süper Lig                  | 33     | 0    | TP            | 0             | 0             | -                    | 0                    | 0                    | 33     | 0      |
| 2022/23              | Başakşehir           | Süper Lig                  | 30     | 0    | TP            | 5             | 0             | EKL                  | 10                   | 0                    | 45     | 0      |
| 2023/24              | Başakşehir           | Süper Lig                  | 30     | 0    | TP            | 1             | 0             | -                    | 0                    | 0                    | 31     | 0      |
| 2024/25              | Başakşehir           | Süper Lig                  | 29     | 2    | TP            | 1             | 0             | EKL                  | 11                   | 0                    | 41     | 2      |
| Celkem za Başakşehir | Celkem za Başakşehir | Celkem za Başakşehir       | 139    | 2    | -             | 11            | 0             | -                    | 21                   | 0                    | 174    | 2      |
| Celkově              | Celkově              | Celkově                    | 216    | 3    | -             | 22            | 0             | -                    | 34                   | 0                    | 272    | 3      |

## Úspěchy

### Klubové
- 2× vítěz ligy provincie Carioca (2017, 2019)